# Jevgenij Kafeljnikov
Jevgenij Aleksandrovič Kafeljnikov (Soči, 18. veljače 1974.), ruski tenisač, bivši svjetski broj 1. Osvojio je dva pojedinačna Grand Slama (Roland Garros i Australian Open), četiri Grand Slam naslova u parovima, te pojedinačno zlato na Olimpijskim igrama u Sydneyu 2000. 
Također je pomogao Rusiji u osvajanju Davisova kupa 2002. Posljednji je tenisač koji je uspio osvojiti oba naslova, i pojedinačno i u parovima, na istom Grand Slam turniru. To je ostvario na Roland Garrosu 1996.
Od odlaska u mirovinu, Kafeljnikov je tri puta sudjelovao na 2005 Svjetskoj seriji Pokera. Igrao je golf na PGA Europskoj turneji 2005. te na turniru Russian Open 2008. godine. Sada radi za rusku TV mrežu kao komentator tenisa. Tijekom 2008. na Miami Mastersu, bio je trener Maratu Safinu. Sudjelovao je 2009. na ATP Champions Touru, te je ostvario impresivne rezultate na Chengdu Openu početkom studenog, gdje je pobijedio Sergia Bruguerau, Michaela Changa i Pata Casha. Od 29. svibnja 2011., rangiran je na 7. mjestu ljestvice Champions Toura.

## Vanjska poveznica
- Profil na ATP-u